# Poros (dème)
Pour les articles homonymes, voir Poros (homonymie).
Le dème de Poros (en grec moderne Δήμος Πόρου) est une municipalité de la périphérie de l'Attique, dans le district régional des Îles, en Grèce. Son siège est la localité de Poros (Chora).
Outre l'île de Poros, la municipalité compte également une partie continentale située sur la péninsule d'Argolide dans le Péloponnèse : la localité de Kyaní Aktí (231 habitants), situé entre Poros et l'île d'Hydra, près des municipalités de Trézénie (Trizinia) et d'Hermionide (Ermionida).
Le recensement de population de 2021 aboutit à 4066 habitants dans ce dème.